# نبيل الموسوي
نبيل الموسوي وهو سياسي عراقي وعضو في حزب المؤتمر الوطني العراقي وشغل منصب المتحدث باسم الحزب ومثله في مؤتمر المعارضة العراقية في لندن في كانون الأول عام 2002.
شغل منصب عضو في الجمعية الوطنية الانتقالية المؤقتة عامي 2004 و2005.